# North Dallas Forty
North Dallas Forty is een Amerikaanse sportfilm uit 1979 onder regie van Ted Kotcheff met in de hoofdrollen Nick Nolte, Mac Davis en G.D. Spradlin. De film is gebaseerd op de gelijknamige roman uit 1973 van Peter Gent.

## Verhaal
Eind jaren zeventig speelt Phil Elliott wide receiver voor het professionele American footballteam North Dallas Bulls, gevestigd in Dallas (Texas), dat sterk lijkt op de Dallas Cowboys. Hoewel hij beschouwd wordt als een van de allerbeste spelers, is de ouder wordende Elliott op de bank gezet en is hij sterk afhankelijk van pijnstillers. Elliott en de populaire quarterback Seth Maxwell zijn uitstekende spelers, maar ze zijn het toonbeeld van de drugs-, seks- en alcoholcultuur die toen in de sportwereld heerste. Elliott wil alleen maar spelen, met pensioen gaan en op een paardenboerderij wonen met zijn vriendin Charlotte, een aspirant-schrijfster die financieel onafhankelijk lijkt dankzij een trustfonds van haar rijke familie en die geen enkele interesse heeft in American football.
De Bulls spelen onder leiding van de iconische coach Strother, die een oogje dichtknijpt voor alles wat zijn spelers buiten het veld doen of wat zijn assistent-coaches goedkeuren om die spelers in de wedstrijd te houden. De coach richt zich vooral op de "trends" van spelers, een kwantitatieve meting van hun prestaties, en lijkt zich minder zorgen te maken over het menselijke aspect van het spel en de spelers. De coaches manipuleren Elliott om een jongere, geblesseerde rookie in het team ervan te overtuigen pijnstillers te gaan gebruiken.
De eigenzinnige houding van Elliott werkt meer dan eens op de zenuwen van de coach en op een gegeven moment laat de coach Elliott weten dat zijn voortdurende eigenzinnigheid zijn toekomstige carrière bij de Bulls zou kunnen beïnvloeden. Tijdens een vergadering met de teameigenaren en coach Strother verneemt Elliott dat de Bulls een rechercheur hebben ingehuurd om hem te volgen. Het onderzoek levert bewijs van zijn marihuanagebruik en een seksuele relatie met een vrouw genaamd Joanne, die van plan is te trouwen met teamleider Emmett Hunter, de broer van eigenaar Conrad Hunter. Er wordt gesuggereerd dat Emmett homoseksueel zou kunnen zijn en dat dit de reden is waarom ze naar Elliott ging voor haar seksuele behoeften. Hoewel de rechercheur quarterback Seth Maxwell op soortgelijk gedrag betrapte, doet hij alsof hij hem niet herkende. Ze vertellen Elliott dat hij geschorst zal worden zonder salaris in afwachting van een hoorzitting. Elliott, ervan overtuigd dat het hele onderzoek slechts een voorwendsel is om geld te besparen op zijn contract, verlaat het team en vertelt de Hunter-broers dat hij hun geld niet zo hard nodig heeft.
Bij het verlaten van het hoofdkwartier van het team komt Elliott Maxwell tegen, die op hem lijkt te hebben gewacht. Elliott laat hem weten dat hij is gestopt, wat Maxwell ertoe aanzet te vragen of zijn naam tijdens de vergadering ter sprake is gekomen. Elliott leidt hieruit af dat Maxwell de hele tijd van het onderzoek op de hoogte was. Terwijl Elliott wegloopt, haalt Maxwell kort herinneringen op aan hun tijd samen, zowel op als naast het voetbalveld. Maxwell gooit een football naar Elliott maar die vangt de bal niet op, wat aangeeft dat hij echt klaar is met het spel.

## Rolverdeling
| Acteur                 | Personage         |
| ---------------------- | ----------------- |
| Nick Nolte             | Phil Elliott      |
| Mac Davis              | Seth Maxwell      |
| G.D. Spradlin          | B.A. Strother     |
| Dayle Haddon           | Charlotte Caulder |
| Bo Svenson             | Joe Bob Priddy    |
| John Matuszak          | O.W. Shaddock     |
| Marshall Colt          | Art Hartman       |
| Steve Forrest          | Conrad Hunter     |
| Dabney Coleman         | Emmett Hunter     |
| Charles Durning        | Coach Johnson     |
| Savannah Smith Boucher | Joanne Rodney     |

## Achtergrond
North Dallas Forty, deels drama, komedie en satire, wordt algemeen beschouwd als een klassieke sportfilm die inzicht biedt in het leven van professionele atleten.
Het scenario is gebaseerd op de semi-autobiografische roman van Peter Gent, een wide receiver van de Cowboys eind jaren 60. De personages in de film lijken sterk op zijn teamgenoten uit die tijd. Seth Maxwell wordt vaak vergeleken met quarterback Don Meredith, B.A. Strother met Tom Landry en Elliott met Gent.
De NFL werd ervan verdacht represailles te nemen tegen degenen die hadden meegewerkt aan de productie van de film. Drie NFL-teams annuleerden scoutingcontracten met Tom Fears, een adviseur voor de footballscènes in de film. De Oakland Raiders verbraken de banden met Fred Biletnikoff, die Nick Nolte coachte voor de film. Tommy Reamon, die Delma speelt, werd na de release van de film door de 49ers ontslagen en beweerde dat hij "op de zwarte lijst was gezet".

## Release en ontvangst
North Dallas Forty ging in première op 1 augustus 1979 in New York. Op 3 augustus werd de film uitgebracht in de rest van de Verenigde Staten en bracht in zijn openingsweekend 2,78 miljoen dollar op aan de kassa. In totaal bracht de film meer dan 26 miljoen dollar op.
De film kreeg positieve recensies, waarbij sommige critici het een van de beste films van Ted Kotcheff noemden. De film behaalde een score van 86% (28 recensies) op Rotten Tomatoes. Op Metacritic kreeg de film een score van 80 op 100 (18 recensies), wat duidt op "over het algemeen gunstige recensies".